# قيس بن عائذ
قيس بن عائذ الأحمسي البجلي وكنيته أبو كاهل من صغار الصحابة، مشهور بكنيته، رأى النبي يخطب على ناقته، نزل الكوفة، وكان إمامًا للحيّ، عاش إلى حدود سنة 80 هـ.

## سيرته
له صحبة ورؤية عن النبي محمد، حيث رأى النبي يخطب على ناقته، وروى عنه، قَالَ ابن حبان: «كان إمامًا للحيّ، وعداده في أهل الكوفة»، حدث عنه: إسماعيل بن أبي خالد، وأبو معاذ رجل من التابعين، وروى له أحمد بن حنبل، والنسائي، وابن ماجه. عاش إلى حدود سنة ثمانين هجريًا، وقيل مات في زمن الحجاج بن يوسف الثقفي، وقيل مات في زمن المختار الثقفي.